# Албрехт Фридрих фон Волфщайн

Албрехт Фридрих фон Волфщайн-Зулцбюрг (на немски: Albrecht Friedrich von Wolfstein zu Sulzburg) е граф на Волфщайн и фрайхер на Зулцбюрг в Горен Пфалц. Той е дядо на датската кралица София Магдалена фон Бранденбург-Кулмбах, омъжена през 1721 г. за бъдещия крал Кристиан VI от Дания и Норвегия.

## Биография
Роден е на 13 май 1644 година. Той е син на фрайхер Йохан Фридрих фон Волфщайн-Зулцбюрг (* 3 ноември 1604; † 27 април 1650) и първата му съпруга фрайин Барбара Тойфел цу Гундерсдорф (* 3 декември 1613; † 30 май 1644), дъщеря на фрайхер Георг Тойфел фон Гундерсдорф († 1642) и Елизабет фон Пуххайм († 1630).
Майка му умира малко след раждането му. Баща му се жени втори път на 8 октомври 1649 г. за фрайин Анна Регина фон Хайлег (1613 – 1671).
През 1673 г. Албрехт Фридрих е издигнат на имперски граф от император Леополд I (упр. 1658 – 1705).
Той умира на 6 ноември 1693 г. на 49-годишна възраст. Погребан е в Пирбаум, Горен Пфалц, Бавария.

## Фамилия
Албрехт Фридрих се сгодява на 13 ноември 1665 г. в Ремлинген и се жени на 25 септември 1666 г. за графиня София Луиза (Лудовика) фон Кастел-Ремлинген (* 8 юли 1645; † 19 юли 1717 в Кастел), дъщеря на граф Волфганг Георг фон Кастел-Ремлинген (1610 – 1668) и съпругата му графиня София Юлиана фон Хоенлое-Валденбург-Пфеделбах (1620 – 1682). Те имат децата:
- София Кристиана фон Волфщайн (1667 – 1737), омъжена на 14 август 1687 г. в дворец Оберзулцбюрг за маркграф Кристиан Хайнрих фон Бранденбург-Кулмбах (1661 – 1708)
- Волфганг Фридрих (1668 – 1669)
- Албертина Юлиана (1669 – 1727)
- Фридерика Флорентина (1670 – 1706)
- Кристиан Албрехт фон Волфщайн (1672 – 1740), последният граф и господар на Волфщайн, женен на 21 октомври 1698 г. в Йоринген за графиня Августа Фридерика фон Хоенлое-Йоринген (1677 – 1752)
- Филип Фридрих (1674 – 1716, Виена), женен на 12 март 1705 г. за графиня Регина Юстина фон Ауерсперг (1676 – 1749)
- Волфганг Лудвиг (1675 – 1699, Париж)
- Йохана Еберхардина Мария (1676 – 1676)
- Шарлота Юлиана (1678 – 1679)

## Галерия
- Замъкът Волфщайн при Ноймаркт
- Останки от замък Волфщайн
- Дворец Оберзулцбюрг, акварел ок.1885